# Bank Spółdzielczy w Nowym Sączu
Bank Spółdzielczy w Nowym Sączu – bank spółdzielczy z siedzibą w Nowym Sączu w Polsce. Bank zrzeszony jest w Banku Polskiej Spółdzielczości S.A.

## Historia
Bank powstał 19 kwietnia 1912 jako Towarzystwo Kredytowo-Robotnicze w Nowym Sączu, a jego rejestracja nastąpiła 15 lipca tego roku. Założony został przez robotników kolejowych. W 1922 zmieniono nazwę na Spółdzielnia Kredytowo-Robotnicza w Nowym Sączu. W 1931 spółdzielnia zakupiła budynek przy ul. Stefana Batorego 78, gdzie bank mieści się do dzisiaj.
Spółdzielnia, mimo trudności, prowadziła działalność podczas II wojny światowej. Aresztowani zostali wtedy członkowie rady nadzorczej, a jej przewodniczący Jan Matkowski i członek Piotr Główczyk zginęli w Auschwitz. W 1943 spółdzielnia musiała opuści swoje biura, gdyż zajęte zostały przez Ostbam. W kwietniu 1944 zmieniono nazwę na Bank Spółdzielczy w Nowym Sączu. W tym samym roku bank przyłączył się do Banku Kas Stefczyka w Nowym Sączu i przystąpił do Centralnej Kasy Spółek Rolniczych w Krakowie.
Po przejściu Armii Czerwonej bank nie wrócił do swojego budynku, który został wynajęty PKP. Po wojnie bank rozpoczyna swoją działalność niemal od zera. Przyłączeniu do niego ulegają kasy Stefczyka w Wielogłowach, Piątkowej i Mystkowie. W 1948 bank zostaje znacjonalizowany i podporządkowany Centralnym Związkom Spółdzielczym. W 1957 zmienia nazwę na Kasa Spółdzielcza w Nowym Sączu, powracając do poprzedniej nazwy w 1961. W 1975 zostaje przymusowo zrzeszony w Banku Gospodarki Żywnościowej. Socjalistyczne ustawy ograniczały możliwość rozwoju i samodzielność banków spółdzielczych m.in. przez wysoką stopę podatku dochodowego, sztywne taryfikatory płac, stosowanie sztywnych stóp procentowych od kredytów i depozytów. Sytuacja ta trwała do odejścia od gospodarki komunistycznej.
W 1992 Bank Spółdzielczy w Nowym Sączu zrzeszył się w Banku Unii Gospodarczej, który w 2002 wszedł w skład Banku Polskiej Spółdzielczości. W październiku 1993 powrócono do własnego budynku przy ul. Stefana Batorego 78. W 2004 do nowosądeckiego BS przyłączono Bank Spółdzielczy w Gródku nad Dunajcem.

## Władze
W skład zarządu banku wchodzą:
- prezes zarządu
- 2 wiceprezesów zarządu

Czynności nadzoru banku sprawuje 11-osobowa rada nadzorcza.

## Placówki
- Centrala w Nowym Sączu ul. Stefana Batorego 78
- oddział w Gródku nad Dunajcem
- punkty obsługi klienta:
  - Nowy Sącz (4)
  - Chełmiec
  - Rożnów
  - Wielogłowy
  - Kamionka Wielka